# بطولة لونغ بيتش الدولية للكاراتيه
بطولة لونغ بيتش الدولية للكاراتيه هي بطولة دولية للكاراتيه وفنون الدفاع عن النفس لا زالت تقام لحد الآن إذ عقدت لأول مرة في شهر أغسطس سنة 1964 بلونغ بيتش، كاليفورنيا من طرف المعلم الأمريكي الكبير الغراند ماستر إذ باركر صاحب تقنية كيمبو (أسلوب القبضة).
وقد فاز بهذه البطولة العديد من المقاتلين اللذين أصبحوا فيما بعد نجوماً في هوليود مثل تشاك نوريس، مايك ستون، جو لويس، بيل والاس، وأخرون ... كما أن بطولة لونغ بيتش الدولية كانت هي المكان الأول الذي قدم فيه بروس لي أول عرض له لفنون قتالية أمام مجتمع سنة 1964.